# Hiến pháp Bhutan
Hiến pháp Vương quốc Bhutan (tiếng Dzongkha: འབྲུག་གི་རྩ་ཁྲིམས་ཆེན་མོ་; phiên âm: druk gi tsa trim chen mo) là văn bản pháp luật có giá trị cao nhất tại Bhutan. Bản Hiến pháp hiện hành do Chính phủ Bhutan thông qua vào ngày 18 tháng 7 năm 2008. Nền tảng của bản Hiến pháp là triết học Phật giáo, các văn kiện nhân quyền quốc tế, luật pháp và án lệ đương thời, kết quả phân tích so sánh từ các bản Hiến pháp của 20 quốc gia trên thế giới và ý kiến của nhân dân. Theo vương nữ Sonam Dechen Wangchuck, Ủy ban soạn thảo Hiến pháp được truyền cảm hứng bởi tinh thần bảo vệ nhân quyền mạnh mẽ từ bản Hiến pháp 1996 của Cộng hòa Nam Phi.

## Bối cảnh
Ngày 4 tháng 9 năm 2001, đức vua Jigme Singye Wangchuck - Druk Gyalpo thứ 4 của Bhutan, đã thông báo cho Chính phủ Bhutan, Chánh án Tòa án tối cao Bhutan và Chủ tịch Hội đồng Cố vấn hoàng gia về sự cần thiết phải soạn thảo một bản Hiến pháp cho Vương quốc Bhutan. Nhà vua bày tỏ mong muốn rằng Chính phủ Bhutan cùng với Chánh án Tòa án tối cao Bhutan sẽ tổ chức các phiên thảo luận về việc xây dựng Dự thảo Hiến pháp. Trước năm 2008, mặc dù Vương quốc Bhutan không có Hiến pháp chính thức, nhà vua cho rằng tất cả các nguyên tắc và điều khoản của Hiến pháp đều đã được quy định trong nhiều văn bản luật khác nhau, định hướng hành động của Quốc vương, Chính phủ, hệ thống tư pháp và Quốc hội Bhutan (còn gọi là Nghị viện Bhutan). Nhận thấy đất nước và nhân dân đã có sự phát triển và trưởng thành về mặt chính trị, nhu cầu cần có một bản Hiến pháp chính thức cho Vương quốc Bhutan đã trở nên bức thiết hơn bao giờ hết. Để hỗ trợ việc soạn thảo Hiến pháp, Chính phủ Bhutan đã bổ nhiệm luật sư Kottayan Katankot Venugopal - một luật sư chuyên về soạn thảo Hiến pháp - làm cố vấn Hiến pháp cho Chính phủ.
Druk Gyalpo Jigme Singye Wangchuck nhấn mạnh rằng Hiến pháp phải thúc đẩy và bảo vệ hạnh phúc hiện tại và tương lai của nhân dân và vương quốc Bhutan, phải đảm bảo rằng Bhutan sẽ có một hệ thống chính trị mang lại hòa bình và ổn định, đồng thời củng cố và bảo vệ an ninh và chủ quyền toàn vẹn lãnh thổ quốc gia. Trên cơ sở đó, nhà vua đề nghị Chính phủ Bhutan nên thành lập một ủy ban soạn thảo Hiến pháp cho Vương quốc Bhutan. Nhà vua cũng khuyến khích Ủy ban soạn thảo nên có sự tham gia của các quan chức chính phủ, đại biểu Hạ viện, công dân am hiểu về luật pháp Bhutan và các cá nhân sẵn sàng đóng góp trong việc thành lập Dự thảo Hiến pháp.
Ngày 30 tháng 11 năm 2001, tại phòng thiết triều của cung điện Tashichho Dzong, Druk Gyalpo Jigme Singye Wangchuck đã chủ trì một buổi lễ trang trọng, đánh dấu sự khởi đầu của việc soạn thảo Hiến pháp. Cuối tháng 3 năm 2005, các bản thảo đầu tiên của Hiến pháp được Chính phủ Bhutan chuyển đến các cơ quan dân sự và chính quyền cấp cơ sở để lấy ý kiến của nhân dân.

## Nội dung

### Các điều khoản cơ bản
Hiến pháp 2009 quy định Vương quốc Bhutan là một quốc gia có chủ quyền theo chế độ quân chủ lập hiến mang tính chất dân chủ. Lãnh thổ Bhutan được phân chia làm 20 dzongkhag (huyện), dưới huyện thì có các gewog (xã) và thromde (thành phố thuộc huyện). Ngôn ngữ quốc gia của Bhutan là tiếng Dzongkha  và ngày quốc khánh của Bhutan là ngày 17 tháng 12.

Hiến pháp là luật tối cao của Nhà nước, đồng thời Hiến pháp cũng khẳng định thẩm quyền của tiền lệ pháp:
Tất cả các luật có hiệu lực trên lãnh thổ Bhutan tại thời điểm thông qua bản Hiến pháp này sẽ tiếp tục có hiệu lực cho tới khi được Quốc hội sửa đổi, bãi bỏ hoặc thay đổi. Tuy nhiên các quy định trong bất kỳ luật nào mà trái với quy định của Hiến pháp đều sẽ bị coi là vô hiệu cho dù luật đó được thông qua trước hay sau thời điểm Hiến pháp này bắt đầu có hiệu lực.
Tòa án tối cao của Bhutan là chủ thể bảo vệ hiến pháp và là cơ quan có thẩm quyền tối cao đối với việc giải thích Hiến pháp.
Các quyền đối với tài nguyên thiên nhiên thuộc về Nhà nước và do đó tài nguyên thiên nhiên là tài sản của nhà nước, được điều chỉnh bởi pháp luật.
Xuyên suốt bản hiến pháp, tuổi nghỉ hưu bắt buộc đối với các công chức nhà nước, cũng là độ tuổi mà khi đó Quốc vương sẽ tự nguyện thoái vị, là 65 tuổi.

### Về chế độ quân chủ và vương thất

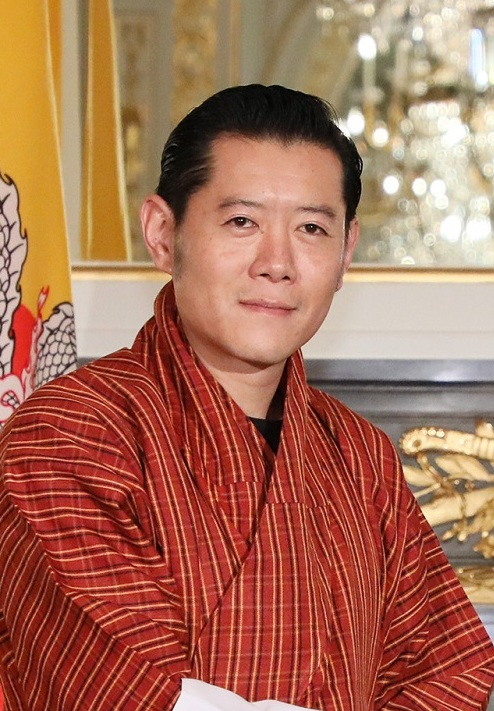
Quốc vương hiện tại của Bhutan, Druk Gyalpo Jigme Khesar Namgyel Wangchuck

Hiến pháp quy định Vương quốc Bhutan là một nước theo chế độ quân chủ. Druk Gyalpo (Quốc vương Bhutan) là nguyên thủ quốc gia và là biểu tượng cho sự thống nhất của toàn vương quốc và của nhân dân Bhutan. Hiến pháp cũng xác lập chế độ Chhoe-sid-nyi (lưỡng đầu chế tôn giáo kiểu Tây Tạng) thống nhất trong cùng một chủ thể là Quốc vương, người với tư cách là một Phật tử, sẽ duy trì Chhoe-sid (tôn giáo và chính trị, sâu sa hơn là pháp và sự hiện hữu hiện tượng). Quốc vương Bhutan là người bảo hộ tất cả các tôn giáo tại Bhutan và là Tổng tư lệnh các lực lượng vũ trang và dân quân Bhutan. Nhà vua không thể bị truy tố hoặc bị kiện dân sự theo luật pháp và thân thể của nhà vua là bất khả xâm phạm. Tuy vậy nhà vua có nhiệm vụ bảo vệ và duy trì Hiến pháp "vì quyền và lợi ích tốt nhất của nhân dân Bhutan". Hiến pháp cũng quy định về việc thoái vị bắt buộc trong trường hợp nhà vua vi phạm Hiến pháp.
Theo quy định tại Điều 2 trong Hiến pháp, nhà vua và vương thất được hưởng nhiều quyền lợi, từ các khoản niên kim do Nhà nước cung cấp theo luật định đến nhà ở và cung điện để phục vụ cho nhu cầu cá nhân hay công việc. Bên cạnh đó, các tài sản và khoản niên kim của vương thất cũng được miễn thuế theo quy định tại Điều này. Hiến pháp quy định rằng chỉ có các quân vương, vương hậu (từ các cựu vương tới Quốc vương đang tại vị) và con cái của họ (theo hôn nhân hợp pháp) được nắm tư cách thành viên vương thất.
Theo quy định tại Khoản 26, Điều 2 của Hiến pháp, Quốc hội Bhutan không được phép thực hiện quyền hạn của mình hay thông qua bất cứ một luật nào nhằm sửa đổi các điều khoản trong Hiến pháp liên quan đến nền quân chủ hoặc chế độ Chhoe-sid-nyi trừ khi quyết định này được thông qua bởi một hoặc nhiều cuộc trưng cầu ý dân.

#### Các Đặc quyền của Quốc vương
Theo Hiến pháp, nhà vua có nhiệm vụ thực hiện các Đặc quyền của Quốc vương, và với tư cách là nguyên thủ quốc gia, thúc đẩy thiện chí và xây dựng mối quan hệ hữu hảo với các nước khác thông qua việc thực hiện các chuyến thăm cấp nhà nước và tiếp đón các vị khách cấp cao từ nước ngoài. Nhà vua có quyền tặng thưởng danh hiệu, huân chương, huy chương, thụ phong dar cho các Lhengye và Nyi-Kyelma (bao gồm một chiếc khăn choàng kabney màu đỏ cùng với tước hiệu "Dasho") theo phong tục và truyền thống Bhutan. Các Đặc quyền của Quốc vương còn bao gồm quyết định cho công dân nhập quốc tịch, quyết định đặc xá, ân xá, giảm án, quyết định trao kidu (đặc quyền do vua trao) về đất đai và các kidu khác.
Nhà vua có thể đề xuất một dự luật hoặc văn bản pháp lý khác lên để Quốc hội xem xét và thảo luận theo Đặc quyền của Quốc vương. Nhà vua cũng có quyền phủ quyết hoặc sửa đổi một dự luật do Quốc hội đề xuất lần đầu, tuy nhiên nhà vua buộc phải thông qua các dự luật được trình lên lại sau phiên họp và thảo luận chung của Quốc hội. Ngoài ra nhà vua còn thực hiện một số quyền hạn liên quan đến các vấn đề không được đề cập trong Hiến pháp hay các luật khác.

#### Vấn đề kế vị và thoái vị

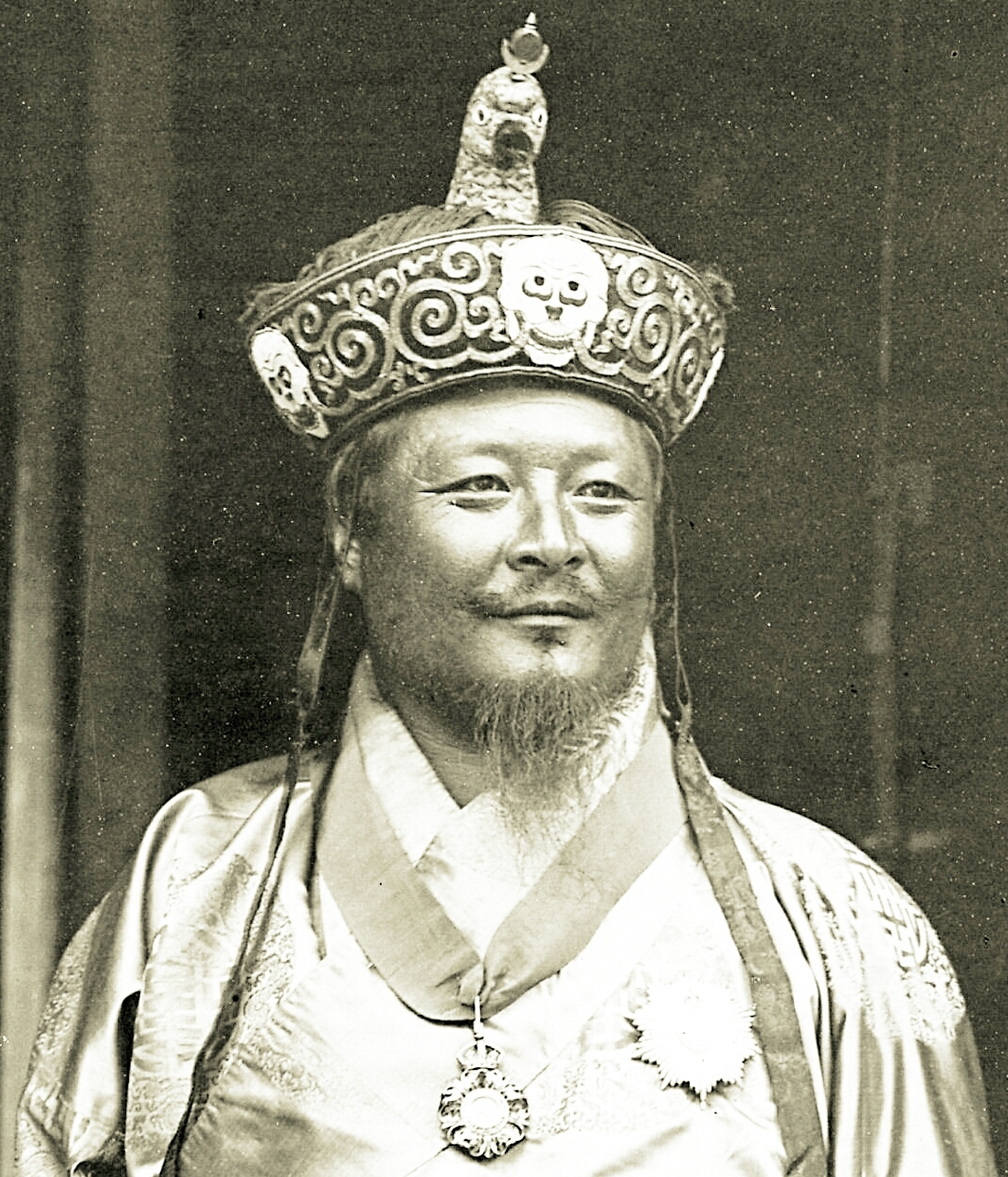
Druk Gyalpo thứ nhất của vương triều Wangchuck - cố Quốc vương Ugyen Wangchuck

Hiến pháp 2008 quy định một số quy tắc kế thừa vương vị của Bhutan. Theo Khoản 3, Điều 2, ngai vàng của Bhutan thuộc về các hậu duệ chính thức của cố Quốc vương Ugyen Wangchuck, người lên ngôi vào ngày 17 tháng 12 năm 1907. Sau khi nhà vua thoái vị hoặc băng hà, ngôi vua sẽ chỉ được truyền lại bằng phương pháp thừa kế thế tập cho con cháu trực hệ, có cha mẹ là vợ chồng hợp pháp và theo thứ tự tuổi tác từ cao đến thấp. Theo Khoản 6, Điều 2, nhà vua phải thoái vị khi đã đến tuổi 65 để nhường ngôi cho Thái tử hoặc Vương nữ nối ngôi (không nhỏ hơn 21 tuổi).
Hiến pháp cũng nêu rõ rằng các vương tử được ưu tiên kế thừa ngai vàng hơn các vương nữ. Tuy nhiên trong trường hợp ngoại lệ, đó là khi Thái tử mang khiếm khuyết, nhà vua sẽ có nghĩa vụ lựa chọn và công bố người kế vị có khả năng đảm nhiệm nhất. Trong trường hợp nhà vua băng hà và chưa có con để kế thừa ngai vàng, đồng thời nếu vương hậu đang mang bầu đứa con của nhà vua vừa băng hà thì ngai vàng sẽ được truyền lại cho đứa con đó ngay sau khi được sinh hạ (trước đó vương hậu là người nắm vương vị thay con). Nội dung về kế vị này là một ví dụ điển hình của luật thừa kế Salic bán phần.
Nếu như nhà vua không có con để thừa kế vương vị, ngai vàng sẽ được truyền lại cho dòng dõi bàng hệ của nhà vua (anh, chị, em, cô, bác, v.v...) rồi tuân theo nguyên tắc thừa kế theo dòng máu trực hệ của người nối ngôi, ưu tiên người lớn tuổi hơn cả. Tước hiệu Quốc vương sẽ không được truyền lại cho thành viên vương thất nào:
1. có vợ là công dân Bhutan được sinh ra ở nước ngoài;
2. không có khả năng thực hiện các Đặc quyền của Quốc vương do mắc bệnh về thể chất hoặc mắc các chứng rối loạn về tâm thần.[10]

Người thừa kế vương vị sẽ được thụ phong dar (trong trường hợp này, một dải khăn năm màu được ban cho nhà vua trong ngày đăng quang hoặc ngày kết hôn) bởi tôn tượng cố vương Ngawang Namgyal ngự trong Macchen (ngôi đền linh thiêng tại tự viện Punakha Dzong) và được đội vương miện khi an tọa trên Ngai Vàng. Sau khi nhà vua đăng quang, các thành viên vương thất, các thượng nghị sĩ, đại biểu Hạ viện và thủ trưởng một số cơ quan do Quốc vương trực tiếp bổ nhiệm phải tuyên thệ trung thành với nhà vua theo quy định tại Khoản 5, Điều 2.

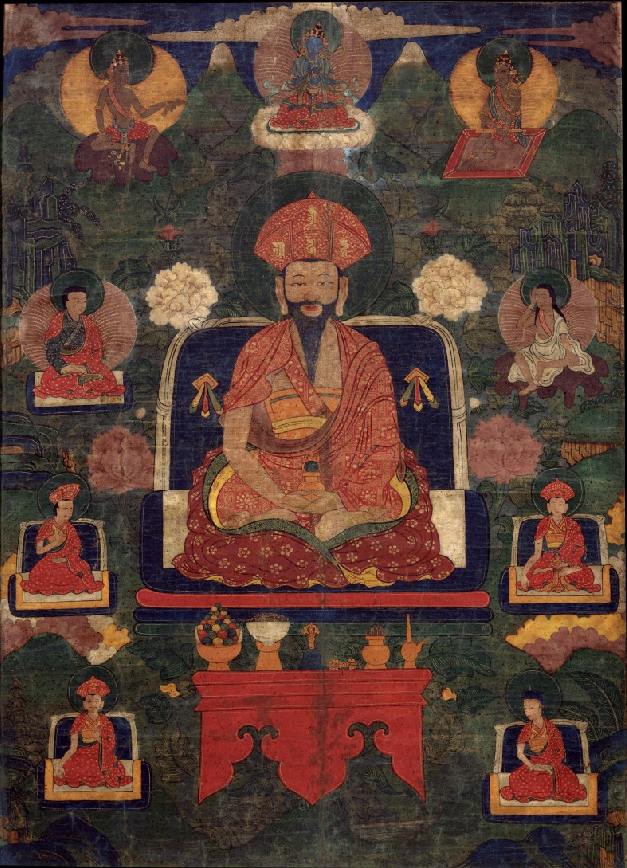
Zhabdrung Ngawang Namgyal, người thống nhất vương quốc Bhutan

#### Chế độ nhiếp chính
Hiến pháp cũng quy định rõ ràng một khung thủ tục về việc thành lập một Hội đồng Nhiếp chính, theo đó Hội đồng này sẽ được thành lập khi:
1. nhà vua truyền đi tuyên ngôn từ bỏ việc thực hiện các Đặc quyền của Quốc vương;
2. hai viện của Quốc hội thống nhất chung với ít nhất ¾ tổng số thành viên đồng tình rằng nhà vua không thể tiếp tục thực hiện Đặc quyền của Quốc vương do tạm thời mắc bệnh về thể chất hoặc mắc các chứng rối loạn về tâm thần;
3. nhà vua đã băng hà nhưng người kế vị vẫn chưa đủ 21 tuổi.

Nội dung trên thuộc quy định tại Khoản 7, Điều 2 sẽ tiếp tục có hiệu lực cho tới khi người kế vị đủ 21 tuổi và trở thành Nhiếp chính hợp pháp.
Khi người kế vị đủ 21 tuổi, hoặc khi nhà vua tiếp tục thực hiện các Đặc quyền của Quốc vương, thì đều phải thông cáo bằng một bản tuyên ngôn. Tuy nhiên nếu như nhà vua đã lấy lại được khả năng thực hiện các Đặc quyền của Quốc vương (trong trường hợp khả năng này bị vô hiệu bởi Quốc hội) thì Quốc hội sẽ thông qua một nghị quyết chung để thông cáo về việc nhà vua tiếp tục là chủ thể thực hiện các Đặc quyền của Quốc vương.
Hội đồng nhiếp chính sẽ cùng nhau thực hiện các Đặc quyền của Quốc vương cũng như thi hành các quyền lực của nhà vua. Thành viên của Hội đồng nhiếp chính gồm có: một thành viên chủ chốt trong vương thất do Cơ mật viện đề cử, thủ tướng Chính phủ, Chánh án Tòa án tối cao, Chủ tịch Hạ viện, Chủ tịch Thượng viện và Lãnh đạo đảng đối lập (là đại biểu Hạ viện).

#### Cơ mật viện
Cơ mật viện, theo quy định của Hiến pháp, có tổng cộng bốn thành viên, bao gồm hai thành viên do Quốc vương bổ nhiệm, một thành viên do Chính phủ đề cử và một thành viên do Thượng viện đề cử. Cơ mật viện đảm trách các vấn đề về đặc quyền và hạnh kiểm của nhà vua và vương thất, cố vấn cho nhà vua đối với các vấn đề liên quan đến vương vị và vương thất, tất cả các vấn đề về tài sản thuộc sở hữu của Quốc vương và các vấn đề khác do nhà vua đề xuất.

#### Các chức danh do Quốc vương bổ nhiệm
Dưới dự đề xuất của Thủ tướng chính phủ, nhà vua bổ nhiệm các chức danh Chánh án, Chủ tịch Hạ viện, Chủ tịch Thượng viện, Lãnh đạo đảng đối lập, Tổng Kiểm toán Cơ quan Kiểm toán Hoàng gia, Chủ tịch và các Ủy viên Ủy ban bầu cử, Ủy ban hoàng gia về quản lý công chức, Ủy ban phòng, chống tham nhũng. Nhiệm kỳ cho các chức danh trên là năm năm. Nội dung Khoản trên được tham chiếu từ Đạo luật Kiểm toán Bhutan, Đạo luật Công vụ Bhutan, Đạo luật Tổng Chưởng lý; tham chiếu đến Luật Bầu cử hiện hành cũng xuất hiện xuyên suốt Hiến pháp.
Nhà vua bổ nhiệm các công chức nhà nước được thành lập ngoài Hiến pháp theo đề xuất của các bộ, ngành khác. Nhà vua bổ nhiệm Thủ trưởng các lực lượng quốc phòng theo danh sách do Ủy ban xét duyệt công chức đề xuất, và theo đề xuất của thủ tướng, bổ nhiệm các chức danh Tổng Chưởng lý, Chủ tịch Ủy ban về Lương, Thống đốc Ngân hàng Trung ương Bhutan, Chủ tịch Văn phòng Chính phủ, các đại sứ và lãnh sự của Bhutan. Nhà vua cũng bổ nhiệm, theo quy định của luật pháp và quy định hữu quan, các công chức có thành tích, thâm niên vào vị trí Dzongdag (người đứng đầu chính quyền cấp huyện) và các Thư ký chính phủ theo đề xuất của Thủ tướng trên cơ sở đề cử của Ủy ban hoàng gia về quản lý công chức. Nhà vua cũng bổ nhiệm, theo đề xuất của Ủy ban hoàng gia về quản lý công chức, Tổng thư ký Thượng viện và Tổng thư ký Hạ viện.
Nhà vua là người bổ nhiệm chức vụ Je Khenpo - vị lãnh đạo tinh thần của Bhutan. Và cuối cùng, như đã đề cập phía trên, nhà vua cũng bổ nhiệm hai thành viên vào Cơ mật viện.

#### Vấn đề thoái vị tự nguyện và thoái vị bắt buộc
Hiến pháp cung cấp pháp luật nội dung và pháp luật thủ tục để điều chỉnh hai trường hợp thoái vị khi quốc vương đang trị vì, đó là thoái vị tự nguyện và thoái vị bắt buộc. Như được nêu ở phần trên, nhà vua có thể tạm thời hoặc vĩnh viễn từ bỏ việc thực hiện các Đặc quyền của Quốc vương.
Theo quy định của Hiến pháp, trong trường hợp nhà vua cố ý vi phạm Hiến pháp hoặc mắc khuyết tật về tâm thần vĩnh viễn thì nhà vua bắt buộc phải thoái vị. Hành động thoái vị trên phải được Quốc hội kiến nghị và thông qua trong một phiên họp chung. Cuộc họp chung của Quốc hội, do Chánh án Tòa án tối cao Bhutan làm chủ tọa, sẽ đưa kiến nghị thoái vị ra thảo luận khi có ít nhất ⅔ số thành viên Quốc hội trình bản kiến nghị có nêu rõ cơ sở và căn cứ. Nhà vua sẽ trả lời kiến nghị trên hoặc bằng văn bản, hoặc đích thân phát biểu trước phiên họp chung của Quốc hội, hoặc thông qua một người đại diện.
Tại phiên họp trên, nếu như có ít nhất ¾ tổng số thành viên Quốc hội nhất trí thông qua kiến nghị, một cuộc trưng cầu ý dân sẽ được tổ chức để người dân ra quyết định thông qua hoặc bác bỏ nghị quyết thoái vị. Sau khi nghị quyết được thông qua ở cả 20 huyện, nhà vua sẽ tiến hành thoái vị và nhường ngôi cho người kế vị đã được ấn định từ trước.

### Di sản quốc gia

#### Phật giáo

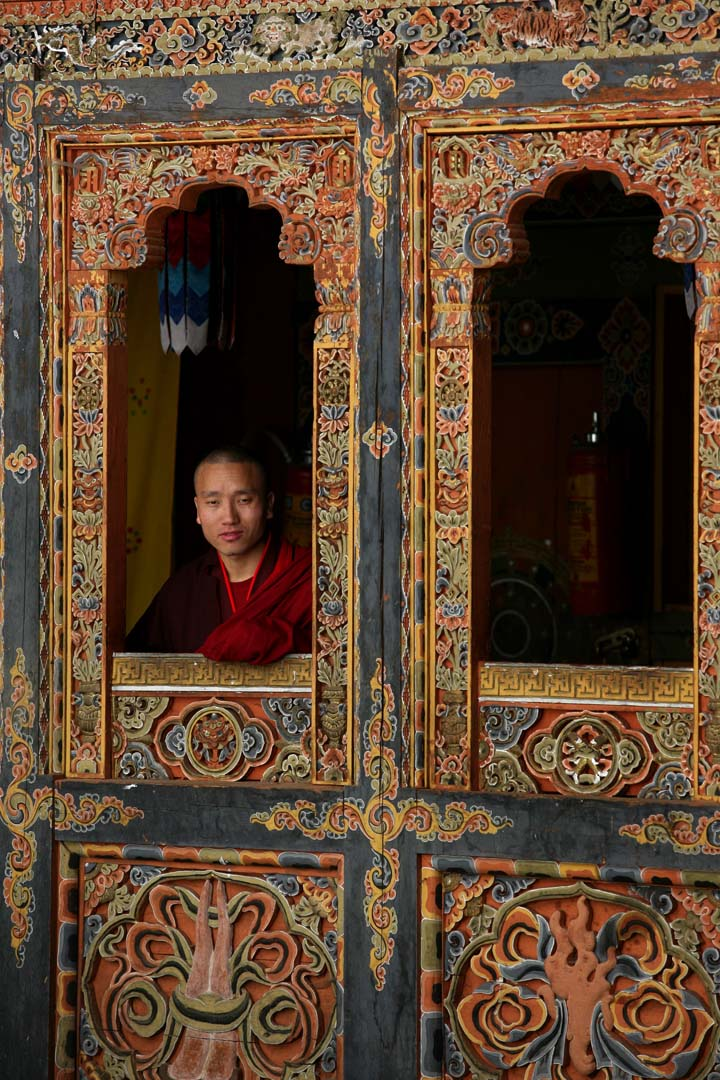
Một tu sĩ Phật giáo bên cửa sổ

Hiến pháp 2009 quy định Phật giáo là một di sản tinh thần của Bhutan, thúc đẩy các nguyên tắc và giá trị về hòa bình, bất bạo động, lòng trắc ẩn và sự khoan dung. Các tổ chức và cá nhân hoạt động tôn giáo có nghĩa vụ phát huy Phật giáo với tư cách là di sản quốc gia, đồng thời duy trì sự tách biệt giữa tôn giáo và chính trị. Các tổ chức và cá nhân ấy phải luôn giữ thế trung dung trước chính trị, duy chỉ có Druk Gyalpo - người lãnh đạo chế độ Chhoe-sid-nyi (lưỡng đầu chế tôn giáo và chính trị), là ngoại lệ. Quốc giáo của Bhutan là phái Phật giáo Drukpa Kagyu.
Nhà vua bổ nhiệm một vị tu sĩ thuộc Giáo hội trung ương làm Je Khenpo (Tăng thống Giáo hội trung ương), vị lãnh đạo tinh thần của Bhutan, dựa trên khuyến nghị của năm vị Lopon (Phó Pháp chủ Giáo hội trung ương). Đức Je Khenpo phải là một vị tu sĩ uyên bác, đạo đức, hội đủ chín tiêu chuẩn của một vị đạo sư, đã thọ được ked-dzog theo pháp tu Kim Cương thừa. Sau khi được bổ nhiệm, đức Je Khenpo sẽ tiến hành bổ nhiệm các vị Lopon mới, theo đề nghị của Dratshang Lhentshog (Ủy ban các vấn đề về tự viện), cho Giáo hội Trung ương trong số các tu sĩ đạt đủ chín tiêu chuẩn của một vị đạo sư và đã thọ được ked-dzog. Dratshang Lhentshog bao gồm bảy thành viên, trong đó đức Je Khenpo giữ chức Chủ tịch Ủy ban, năm đức Lopon giữ chức Ủy viên và một công chức đảm nhiệm vai trò Chủ nhiệm văn phòng Ủy ban. Hiến pháp quy định rằng Giáo hội trung ương và các Rabdey (giáo hội thuộc huyện có trụ sở tại các pháo đài dzong) được Nhà nước tài trợ đầy đủ kinh phí và cơ sở vật chất.

#### Văn hóa Bhutan

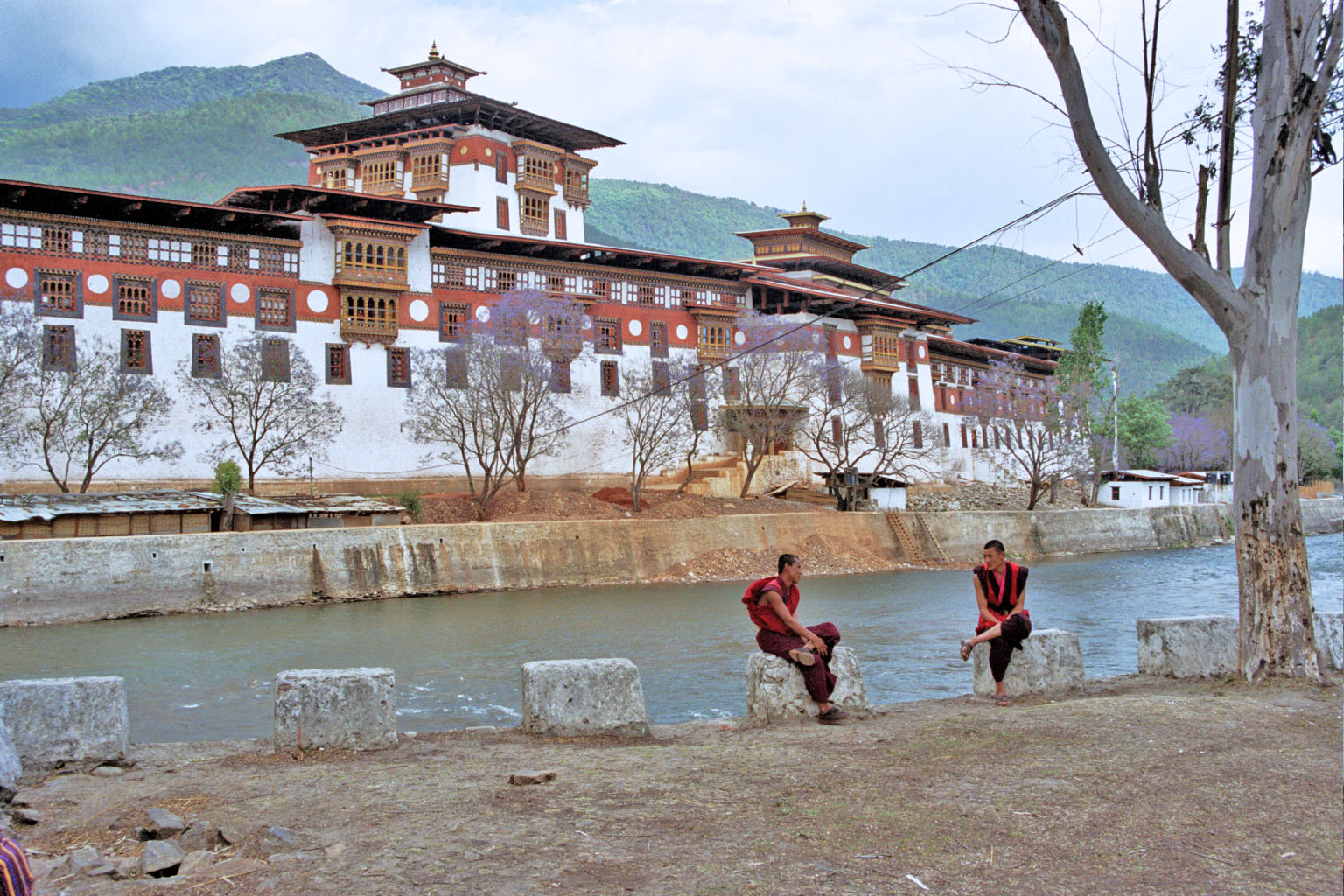
Pháo đài Punakha Dzong bên bờ sông Mo Chhu

Hiến pháp năm 2009 đã hệ thống hóa hiệu quả nền văn hóa của Bhutan về mặt pháp lý. Nhà nước có nghĩa vụ bảo tồn và phát huy các di sản văn hóa của đất nước, trong đó có ngôn ngữ, văn học, âm nhạc, hội họa, tôn giáo, các di sản vật thể như Dzong (pháo đài), Lhakhang (đền đài), Goendey (cộng đồng tự viện), Ten-sum (hình ảnh linh thiêng, kinh sách và bảo tháp), Nye (địa điểm hành hương linh thiêng) để làm phong phú đời sống văn hóa và xã hội của người dân. Nhà nước cũng có nghĩa vụ coi nền văn hóa là một nguồn lực vận động, tiến hóa một cách năng động trong một xã hội tiến bộ, ra sức củng cố, tạo điều kiện cho các giá trị truyền thống và thiết chế xã hội bền vững được phát triển liên tục. Nhà nước phải bảo tồn và khuyến khích nghiên cứu nghệ thuật, phong tục, tri thức và văn hóa của các địa phương.
Hiến pháp cho phép Quốc hội ban hành bất kỳ văn bản luật nào cần thiết nhằm đẩy mạnh sự nghiệp làm giàu văn hóa trong xã hội Bhutan.

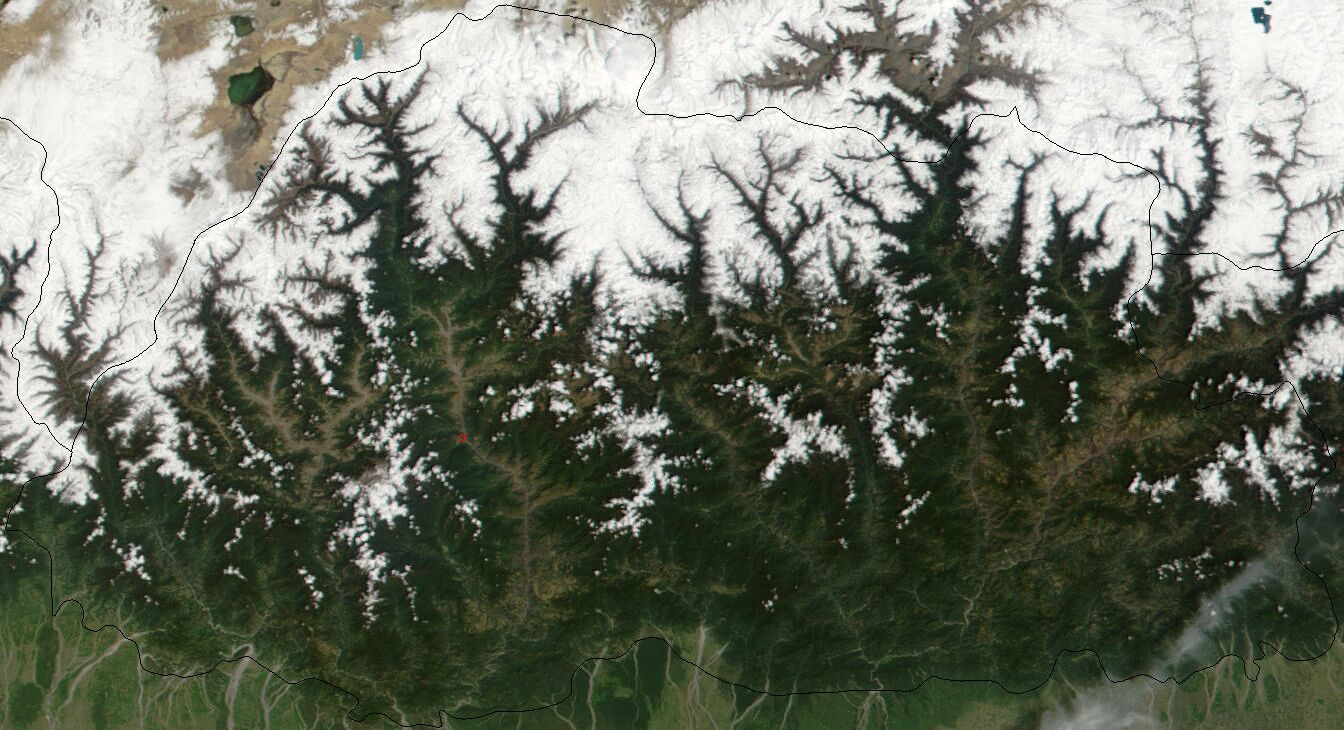
Ảnh vệ tinh Bhutan (tháng 4 năm 2002)

Theo quy định tại Điều 5 của Hiến pháp, Vương quốc ủy thác tài nguyên thiên nhiên và môi trường cho người dân Bhutan vì lợi ích của các thế hệ hiện tại và trong tương lai, đồng thời nêu rõ nghĩa vụ cơ bản của mọi công dân là góp phần bảo vệ, bảo tồn và ngăn chặn hành vi làm thoái hóa hệ sinh thái, bao gồm làm ô nhiễm tiếng ồn, ô nhiễm tầm nhìn và ô nhiễm rác thải. Việc hỗ trợ và áp dụng các tập quán, chính sách thân thiện với môi trường cũng được quy định tại Điều này.
Chính phủ cũng cam kết bảo vệ, bảo tồn và cải thiện môi trường thiên nguyên nguyên sơ và đa dạng sinh học, ngăn ngừa hành vi gây ô nhiễm và làm thoái hóa hệ sinh thái, bảo đảm cân bằng sinh thái và phát triển bền vững, thúc đẩy phát triển hợp lý kinh tế và xã hội, giữ cho môi trường luôn an toàn và lành mạnh. Để đạt được mục tiêu này, Khoản 3, Điều 5 có quy định tối thiểu 60% diện tích lãnh thổ Bhutan phải được che phủ bởi rừng cho tới vĩnh viễn.
Quốc hội có thể ban hành luật pháp về môi trường để đảm bảo việc sử dụng tài nguyên thiên nhiên diễn ra một cách bền vững, duy trì sự công bằng giữa các thế hệ và tái khẳng định quyền chủ quyền của Nhà nước đối với tài nguyên sinh học quốc gia. Quốc hội có thể tuyên bố bất kỳ vùng lãnh thổ của đất nước là Vườn quốc gia, Khu bảo tồn động vật hoang dã, Khu bảo tồn thiên nhiên, Rừng phòng hộ, Khu dự trữ sinh quyển, Lưu vực quan trọng và một số hạng mục cấp thiết khác.

### Quốc tịch Bhutan
Hiến pháp quy định có ba nhóm công dân, đó là "công dân hưởng quốc tịch khi sinh ra", "công dân hưởng quốc tịch do đăng ký" và "công dân nhập tịch". Trong đó:
- Công dân hưởng quốc tịch khi sinh ra là người có cả cha và mẹ là công dân Bhutan và sẽ trở thành công dân Bhutan theo nguyên tắc quyền huyết thống song hệ (ambilineal jus sanguinis).[24]

- Công dân hưởng quốc tịch do đăng ký là người được công nhận là đã thường trú tại Bhutan trước ngày 31 tháng 12 năm 1958 dựa trên hồ sơ chính thức của Chính phủ.[24]

- Công dân nhập tịch là người đã được trao quyết định nhập quốc tịch sau khi đăng ký nhập tịch. Người xin nhập tịch là người đã thường trú tại Bhutan ít nhất 15 năm, không có tiền án, tiền sự trong và ngoài nước, có thể nói và viết bằng tiếng Dzongkha, nắm vững văn hóa, phong tục tập quán, truyền thống và lịch sử Bhutan, không có tiền án về việc chống đối lại Tsawa-sum (tiếng Dzongkha: རྩ་བ་གསུམ་, có nghĩa là nhà vua - đất nước - nhân dân). Người xin nhập tịch phải từ bỏ quốc tịch cũ (nếu có) khi được trao quốc tịch Bhutan và phải tuyên thệ trung thành với Hiến pháp theo quy định của pháp luật. Quyết định nhập tịch có hiệu lực từ ngày Quốc vương ra thông cáo bằng văn bản.[24]

Hiến pháp nghiêm cấm việc nắm giữ nhiều hơn một quốc tịch. Nếu một công dân Bhutan có quốc tịch nước khác, quốc tịch Bhutan của công dân ấy sẽ tự động bị chấm dứt.
Hiến pháp quy định thẩm quyền điều chỉnh tất cả các vấn đề liên quan đến quyền công dân thuộc về Quốc hội, thi hành trên cơ sở Luật Quốc tịch 1985.

### Quyền con người
Điều 7 của Hiến pháp quy định các quyền cơ bản của toàn bộ cư dân sống tại Bhutan. Tất cả công dân Bhutan có quyền được sống, quyền tự do và an toàn cá nhân, và các quyền ấy không thể bị tước đi trừ khi việc tước các quyền ấy tuân theo quá trình hợp pháp.
Tất cả cư dân sinh sống tại Bhutan đều có quyền đối với các lợi ích thu được từ bất kỳ sản phẩm khoa học, văn học, nghệ thuật mà người đó là tác giả hoặc nhà sáng chế.
Tất cả mọi người đều bình đẳng trước pháp luật và được pháp luật bảo hộ một cách hữu hiệu. Họ không thể bị phân biệt đối xử vì chủng tộc, giới tính, ngôn ngữ, tôn giáo hoặc địa vị chính trị của mình.
Tất cả mọi người đều được bảo đảm không bị tra tấn, đối xử, trừng phạt tàn ác, vô nhân đạo hoặc khiến nhân phẩm bị hạ thấp; không phải chịu tử hình; không bị can thiệp vào đời tư, gia đình, nhà ở, thư tín hoặc điện tín của mình một cách tùy tiện hoặc bất hợp pháp; không bị bắt hoặc giam giữ tùy tiện; không bị tấn công về mặt danh dự và uy tín một cách bất hợp pháp.
Không ai có thể bị ép buộc hoặc xúi giục phải thực hành một đức tin khác. Xem Tự do tôn giáo tại Bhutan.
Không ai có thể bị tước đoạt tài sản thông qua trưng dụng hoặc trưng mua, trừ trường hợp tước đoạt vì mục đích công cộng và được đền bù thỏa đáng theo quy định của pháp luật.
Người bị buộc tội hình sự được coi là không có tội cho đến khi được chứng minh theo trình tự luật định. Đây là một quan điểm rõ ràng trong nguyên tắc suy đoán vô tội. Tất cả mọi người có quyền được tư vấn hoặc đại diện bởi một luật sư do mình lựa chọn.
Công dân Bhutan có quyền tự do ngôn luận, quyền được thông tin, quyền tự do về tư tưởng, tôn giáo và tín ngưỡng, quyền tự do đi lại và cư trú trong lãnh thổ Bhutan, quyền được tiếp cận một cách bình đẳng và làm việc trong ngành công vụ, quyền được sở hữu tài sản (ngoại trừ việc bán hoặc chuyển giao tài sản là đất đai hoặc bất động sản cho người không có quốc tịch Bhutan khi chưa có sự cho phép của Quốc hội), quyền được tự do làm việc hoặc kinh doanh trong những ngành nghề mà pháp luật không cấm, quyền được trả lương như nhau đối với các công việc mang lại giá trị như nhau, quyền tự do hội họp và tự do lập hội (trừ khi là thành viên của các hội nhóm có tiềm năng gây hại đến hòa bình và thống nhất của đất nước) và quyền không bị bắt buộc phải thuộc về bất kỳ hiệp hội nào. 
Hiến pháp đảm bảo quyền tự do phổ biến thông tin, trong đó bao gồm báo chí, phát thanh và truyền hình, kể cả trên nền tảng điện tử. 
Tuy nhiên Nhà nước có thể áp dụng các biện pháp hạn chế hợp lý đối với một số cá nhân theo luật định nếu tình huống liên quan đến lợi ích quốc gia, an ninh, chủ quyền, toàn vẹn lãnh thổ của Bhutan; hòa bình, ổn định và phồn vinh của dân tộc; liên quan đến quan hệ hữu nghị với nước ngoài; liên quan đến kích động hành vi phạm tội về chủng tộc, giới tính, tôn giáo hoặc vùng miền; tiết lộ thông tin tiếp cận được liên quan đến công việc của Nhà nước hoặc khi thi hành công vụ; liên quan đến quyền và sự tự do của người khác. 
Tất cả mọi người đều có quyền khởi xướng các thủ tục tố tụng thích hợp lên Tòa án tối cao hoặc Tòa án cấp cao nhằm thực thi các quyền quy định tại Điều 7. Sự khởi xướng này có khả năng chịu tác động của một số biện pháp hạn chế hợp lý theo luật định. 

### Nghĩa vụ cơ bản
Điều 8 của Hiến pháp quy định các nghĩa vụ cơ bản của toàn bộ cư dân Bhutan. Tất cả mọi người phải tôn trọng đối với quốc kỳ và quốc ca. Không một ai được dung túng hoặc tham gia thực hiện các hành vi gây thương tích, tra tấn hoặc gây chết người; khủng bố, lạm dụng phụ nữ, trẻ em hoặc bất cứ người nào và phải thực hiện các hành vi cần thiết nhằm ngăn chặn các hành vi kể trên. Tất cả mọi người có trách nhiệm giúp đỡ, bằng tất cả khả năng của mình, các nạn nhân của tai nạn hoặc thiên tai, bảo vệ tài sản công và nộp thuế theo luật định; bảo vệ công lý và đấu tranh chống tham nhũng; sống và làm việc theo pháp luật; tôn trọng và tuân thủ các quy định của Hiến pháp.
Công dân Bhutan phải giữ gìn và bảo vệ sự thống nhất, an ninh, chủ quyền toàn vẹn lãnh thổ quốc gia; thực hiện nghĩa vụ quân sự khi được Quốc hội động viên; giữ gìn, bảo tồn và tôn trọng môi trường, văn hóa và các di sản của dân tộc; thúc đẩy lòng khoan dung, sự tôn trọng lẫn nhau và tinh thần đoàn kết trong nhân dân Bhutan bất kể là tôn giáo, ngôn ngữ hoặc vùng miền nào.

### Chính quyền địa phương

Bản đồ 20 dzongkhag của Bhutan

Theo Điều 22 của Hiến pháp, chính quyền địa phương trên cả nước được "phân cấp và giao quyền để tạo điều kiện cho nhân dân tham gia trực tiếp vào việc phát triển, quản lý phúc lợi về xã hội, kinh tế và môi trường của mình." Mục tiêu của các chính quyền địa phương được nêu trong Hiến pháp bao gồm việc đảm bảo tôn trọng lợi ích của cộng đồng dân cư thông qua việc thành lập một diễn đàn để nhân dân xem xét các vấn đề liên quan đến lãnh thổ địa phương, đảm bảo tính dân chủ và khả quy trách nhiệm của chính quyền địa phương, bảo đảm cung cấp dịch vụ cộng đồng một cách bền vững, khuyến khích nhân dân và các tổ chức cộng đồng tham gia vào quản lý chính quyền địa phương, thực hiện các nghĩa vụ theo luật pháp do Quốc hội ban hành.
Chính quyền địa phương nhận nguồn lực tài chính từ Chính phủ dưới hình thức tài trợ hằng năm nhằm đảm bảo tính tự lực, tự duy trì của mình và thúc đẩy quy hoạch phát triển cấp khu vực một cách bao quát, toàn diện. Chính quyền địa phương được cấp quyền đánh thuế, thu và giữ các khoản thuế, phí và lệ phí theo các thủ tục quy định tại các luật do Quốc hội thông qua. Chính quyền địa phương cũng có quyền sở hữu tài sản và gánh các khoản phải trả thông qua việc vay mượn đơn phương theo một số giới hạn được quy định bởi pháp luật. Đây là một ví dụ của sự phi tập trung hóa trong hoạt động của chính quyền.
Chính quyền địa phương được tổ chức ở ba cấp: dzongkhag (cấp huyện), gewog (cấp xã) và thromde (cấp thành phố thuộc huyện). Mỗi cơ quan có nhiệm kỳ là năm năm.
Bhutan hiện nay được chia làm 20 dzongkhag (huyện), mỗi huyện đều tổ chức một Hội đồng điều hành, đứng đầu bởi một công chức (dzongdag) do nhà vua trực tiếp bổ nhiệm. Số lượng thành viên của Hội đồng điều hành cấp huyện phụ thuộc vào số lượng xã (gewog) của huyện đó, cụ thể mỗi Chủ tịch và Phó Chủ tịch Hội đồng điều hành cấp xã sẽ tham gia với tư cách đại biểu Hội đồng điều hành cấp huyện. Hai thành viên bổ sung của Hội đồng huyện bao gồm một đại biểu do thành phố thuộc huyện bầu chọn và một đại biểu do thị trấn vệ tinh thuộc huyện bầu chọn. Hội đồng điều hành cấp huyện tiến hành biểu quyết bầu Chủ tịch trong số các đại biểu và họp ít nhất hai lần mỗi năm.
20 huyện trên được chia nhỏ thành 205 xã (gewog), mỗi xã lại được chia thành các khu vực bầu cử (chiwog). Cũng như cấp huyện, các xã tổ chức Hội đồng điều hành cấp xã bao gồm từ 7 đến 10 thành viên, đứng đầu bởi một chủ tịch (gup) và một phó chủ tịch (mangmi) do nhân dân xã bầu lên. Các đại biểu Hội đồng điều hành xã được nhân dân thuộc các khu vực bầu cử tương ứng bầu lên. Hội đồng xã họp ít nhất ba lần mỗi năm.
Bên cạnh xã còn có các thành phố thuộc huyện (thromde), mỗi thành phố lại tổ chức một Hội đồng điều hành cấp thành phố bao gồm từ 7 đến 10 thành viên, đứng đầu bởi một thị trưởng (thrompon) do nhân dân thành phố bầu lên. Quyền hạn và chức năng của thị trưởng do Quốc hội xác định. Các đại biểu Hội đồng thành phố được nhân dân thuộc các khu vực bầu cử trong thành phố tương ứng bầu lên. Hội đồng thành phố họp ít nhất ba lần mỗi năm.
Hiến pháp yêu cầu mỗi hoạt động tại địa phương chỉ được tiến hành khi được ⅔ số đại biểu của Hội đồng địa phương đó chấp thuận trong một phiên biểu quyết. Ngoài ra, Hiến pháp còn xác định thủ tục bầu cử chính quyền địa phương dựa trên Luật Bầu cử. Các thành viên Hội đồng điều hành địa phương bị cấm tham gia các đảng chính trị.

### Đảng chính trị
Hiến pháp thiết lập khung pháp lý để điều chỉnh hoạt động của các đảng chính trị tại Điều 15, bên cạnh đó Hiến pháp quy định các đảng viên thuộc một đảng chính trị nào đó tại Bhutan chỉ có quyền ứng cử vào vị trí đại biểu Hạ viện. Trong một cuộc bầu cử sơ bộ, các đảng chính trị đã đăng ký tại Bhutan sẽ tranh cử ở khắp 20 huyện để chọn ra hai đảng có số phiếu bầu lớn nhất, đảng có số phiếu bầu lớn hơn trở thành đảng đa số và đảng còn lại trở thành đảng đối lập. Các đại biểu Hạ viện trong khi tại nhiệm bị cấm chuyển đảng.
Tất cả đảng phái chính trị phải nỗ lực thúc đẩy đoàn kết toàn dân, đảm bảo lợi ích quốc gia và phát triển kinh tế ngày càng tiến bộ. Các đảng chính trị cũng như đảng viên không được kích động chủ nghĩa vùng miền, sắc tộc hoặc tôn giáo để giành phiếu bầu.
Các đảng chính trị phải được đăng ký tại Ủy ban Bầu cử Bhutan. Trước khi đăng ký, các đảng ấy phải đảm bảo các yêu cầu: đảng viên đều là công dân Bhutan, các đảng viên của một đảng không thể bị khai trừ; không được giới hạn tư cách đảng viên theo vùng miền, giới tính, ngôn ngữ, tôn giáo hay nguồn gốc xã hội; có cơ sở rộng khắp, khả năng hỗ trợ và kết nạp đảng viên trên toàn quốc cùng với cam kết giữ vững đoàn kết và ổn định quốc gia.
Các đảng chính trị không được nhận một khoản tiền nào ngoài khoản tiền đóng góp cố định của đảng viên theo quy định của Ủy ban Bầu cử; không được nhận tiền hoặc viện trợ từ các nguồn ngoài nước, dù là thuộc tổ chức chính phủ, phi chính phủ, tổ chức tư nhân, nhóm cá nhân hoặc cá nhân.
Các đảng chính trị chỉ có thể bị giải thể khi có quyết định của Tòa án tối cao. Các cơ sở để giải thể đảng chính trị được quy định chi tiết trong Hiến pháp. Nếu như xét thấy mục tiêu hoặc hoạt động của đảng chính trị là trái với hiến pháp; đảng chính trị đã nhận tiền hoặc viện trợ từ nguồn nước ngoài; đảng chính trị vi phạm Luật Bầu cử thì Tòa án tối cao có thể tuyên bố đảng chính trị ấy bị giải thể. Hơn thể nữa, Quốc hội có thể bãi bỏ những luật có tác dụng giải thể đảng chính trị. Một khi đảng chính trị bị giải thể, đảng ấy sẽ không có bất kỳ thành viên nào.
Quốc hội Bhutan quy định thủ tục thành lập, chức năng, tiêu chuẩn đạo đức, tổ chức nội bộ đảng của các đảng chính trị và thường xuyên kiểm toán tài khoản của các đảng nhằm đảm bảo tính minh bạch của các quỹ đảng.
Các quy tắc kêu gọi tài trợ chiến dịch bầu cử công khai được quy định tại Điều 16 của Hiến pháp.

### Trích dẫn
1. ↑  "Background" [Bối cảnh]. Government of Bhutan (bằng tiếng Anh). Bản gốc lưu trữ ngày 15 tháng 7 năm 2010. Truy cập ngày 12 tháng 10 năm 2010.
2. ↑  Newburger, Emily (2007). "New Dynamics in Constitution Law" [Nội lực mới trong luật Hiến pháp]. Harvard Law Bulletin (bằng tiếng Anh). Harvard Law School. Bản gốc lưu trữ ngày 14 tháng 2 năm 2014. Truy cập ngày 9 tháng 11 năm 2010.
3. 1 2  "Royal Command" [Mệnh lệnh Vương thất]. Government of Bhutan (bằng tiếng Anh). Bản gốc lưu trữ ngày 16 tháng 7 năm 2010. Truy cập ngày 8 tháng 10 năm 2010.
4. ↑  "Meet 86-yr-old KK Venugopal, who replaces Mukul Rohatgi as Attorney Genera"" [Gặp gỡ tân Bộ trưởng Tư pháp K. K. Venugopal, 86 tuổi, người vừa kế nhiệm nguyên Bộ trưởng Tư pháp Mukul Rohatgi.]. Business Standard India (bằng tiếng Anh). ngày 30 tháng 6 năm 2017. Lưu trữ bản gốc ngày 3 tháng 7 năm 2017.
5. ↑  Priyanka Mittal; Shreya Agarwal (ngày 3 tháng 7 năm 2017). "Aadhaar, triple talaq immediate challenges for new attorney general KK Venugopal" [Mã định danh cá nhân Aadhaar, talaq ba lần và thách thức dồn dập đến với tân Bộ trưởng Tư pháp K. K. Venugopal]. mint (bằng tiếng Anh). Lưu trữ bản gốc ngày 9 tháng 7 năm 2017.
6. ↑  "Meeting" [Các cuộc họp]. Government of Bhutan (bằng tiếng Anh). Bản gốc lưu trữ ngày 18 tháng 7 năm 2010. Truy cập ngày 16 tháng 11 năm 2022.
7. ↑  "Consultation" [Lấy ý kiến]. Government of Bhutan (bằng tiếng Anh). Lưu trữ bản gốc ngày 18 tháng 7 năm 2010. Truy cập ngày 12 tháng 10 năm 2010.
8. ↑  "Bhutan 2008" (bằng tiếng Anh). Lưu trữ bản gốc ngày 2 tháng 4 năm 2015. Truy cập ngày 30 tháng 3 năm 2015.
9. 1 2 3 4 5  "Constitution of Bhutan" [Hiến pháp Bhutan] (PDF) (bằng tiếng Anh). Điều 1. Lưu trữ (PDF) bản gốc ngày 6 tháng 7 năm 2011.
10. 1 2 3 4 5 6 7 8 9 10 11 12 13 14 15 16 17 18 19 20  "Constitution of Bhutan" [Hiến pháp Bhutan] (PDF) (bằng tiếng Anh). Điều 2. Lưu trữ (PDF) bản gốc ngày 6 tháng 7 năm 2011.
11. ↑  "Constitution of Bhutan" [Hiến pháp Bhutan] (PDF) (bằng tiếng Anh). Điều 21. Lưu trữ (PDF) bản gốc ngày 6 tháng 7 năm 2011.
12. ↑  "Constitution of Bhutan" [Hiến pháp Bhutan] (PDF) (bằng tiếng Anh). Điều 23. Lưu trữ (PDF) bản gốc ngày 6 tháng 7 năm 2011.
13. 1 2  "Constitution of Bhutan" [Hiến pháp Bhutan] (PDF) (bằng tiếng Anh). Điều 25. Lưu trữ (PDF) bản gốc ngày 6 tháng 7 năm 2011.
14. 1 2  "Constitution of Bhutan" [Hiến pháp Bhutan] (PDF) (bằng tiếng Anh). Điều 26. Lưu trữ (PDF) bản gốc ngày 6 tháng 7 năm 2011.
15. 1 2  "Constitution of Bhutan" [Hiến pháp Bhutan] (PDF) (bằng tiếng Anh). Điều 27. Lưu trữ (PDF) bản gốc ngày 6 tháng 7 năm 2011.
16. ↑  "Constitution of Bhutan" [Hiến pháp Bhutan] (PDF) (bằng tiếng Anh). Điều 31. Lưu trữ (PDF) bản gốc ngày 6 tháng 7 năm 2011.
17. 1 2 3 4 5  "Constitution of Bhutan" [Hiến pháp Bhutan] (PDF) (bằng tiếng Anh). Điều 3. Lưu trữ (PDF) bản gốc ngày 6 tháng 7 năm 2011.
18. ↑  "Constitution of Bhutan" [Hiến pháp Bhutan] (PDF) (bằng tiếng Anh). Điều 28. Lưu trữ (PDF) bản gốc ngày 6 tháng 7 năm 2011.
19. ↑  "Constitution of Bhutan" [Hiến pháp Bhutan] (PDF) (bằng tiếng Anh). Điều 13. Lưu trữ (PDF) bản gốc ngày 6 tháng 7 năm 2011.
20. ↑  "Constitution of Bhutan" [Hiến pháp Bhutan] (PDF) (bằng tiếng Anh). Điều 24. Lưu trữ (PDF) bản gốc ngày 6 tháng 7 năm 2011.
21. ↑  "Constitution of Bhutan" [Hiến pháp Bhutan] (PDF) (bằng tiếng Anh). Điều 29. Lưu trữ (PDF) bản gốc ngày 6 tháng 7 năm 2011.
22. ↑  "Constitution of Bhutan" [Hiến pháp Bhutan] (PDF) (bằng tiếng Anh). Điều 30. Lưu trữ (PDF) bản gốc ngày 6 tháng 7 năm 2011.
23. 1 2 3  "Constitution of Bhutan" [Hiến pháp Bhutan] (PDF) (bằng tiếng Anh). Điều 5. Lưu trữ (PDF) bản gốc ngày 6 tháng 7 năm 2011.
24. 1 2 3 4 5  "Constitution of Bhutan" [Hiến pháp Bhutan] (PDF) (bằng tiếng Anh). Điều 6. Lưu trữ (PDF) bản gốc ngày 6 tháng 7 năm 2011.
25. 1 2 3 4  "Constitution of Bhutan" [Hiến pháp Bhutan] (PDF) (bằng tiếng Anh). Điều 7. Lưu trữ (PDF) bản gốc ngày 6 tháng 7 năm 2011.
26. ↑  Kinley Dorji (ngày 27 tháng 3 năm 2007). "Capital punishment abolished in Bhutan". Kuensel. Bản gốc lưu trữ ngày 13 tháng 7 năm 2011. Truy cập ngày 27 tháng 2 năm 2011.
27. 1 2  "Constitution of Bhutan" [Hiến pháp Bhutan] (PDF) (bằng tiếng Anh). Điều 8. Lưu trữ (PDF) bản gốc ngày 6 tháng 7 năm 2011.
28. 1 2 3 4 5 6  "Constitution of Bhutan" [Hiến pháp Bhutan] (PDF) (bằng tiếng Anh). Điều 22. Lưu trữ (PDF) bản gốc ngày 6 tháng 7 năm 2011.
29. 1 2 3 4 5 6 7  "Constitution of Bhutan" [Hiến pháp Bhutan] (PDF) (bằng tiếng Anh). Điều 15. Bản gốc (PDF) lưu trữ ngày 6 tháng 7 năm 2011.
30. ↑  "Constitution of Bhutan" [Hiến pháp Bhutan] (PDF) (bằng tiếng Anh). Điều 16. Bản gốc (PDF) lưu trữ ngày 6 tháng 7 năm 2011.